# نوروست آرچ

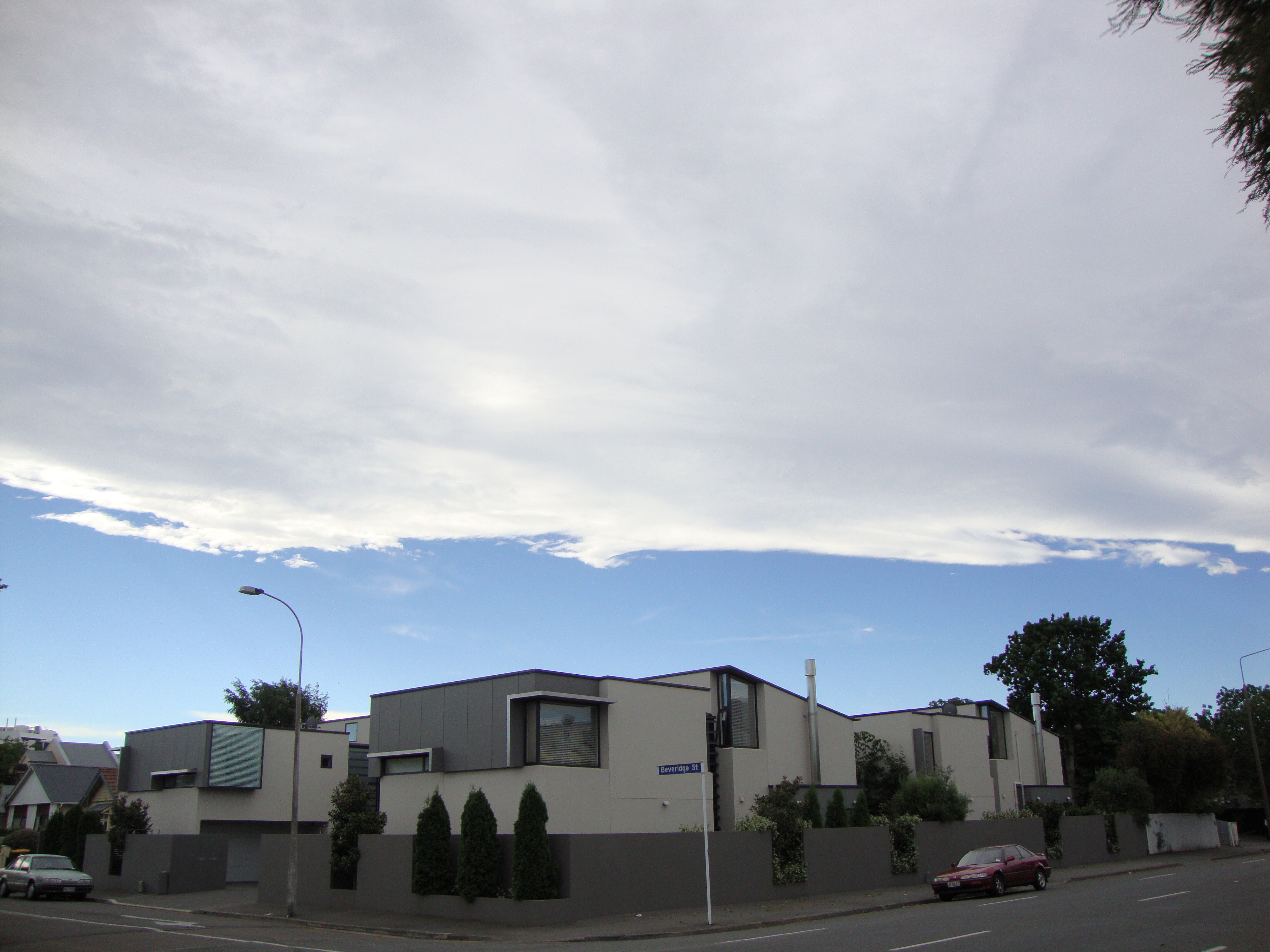
طاق شمال غربی، از کرایست‌چرچ، به صورت کمربندی آبی از آسمان صاف در غرب دیده می‌شود که از آن ابرهای سفید مرتفع سرازیر می‌شوند.

کمان شمال غربی، نواری از ابر عدسی شکل سفید مرتفع است که در ضلع شرقی جزیره جنوبی نیوزیلند تشکیل می‌شود و در آسمان آبی صاف بر فراز آلپ جنوبی، مانند یک کمان به نظر می‌رسد. این باد با باد گرم و شدیدی از سمت شمال غربی یا شمالی که به عنوان «نور-وستِر» شناخته می‌شود، همراه است. در کانتربری، جایی که این یک ویژگی شناخته شده است، به آن طاق کانتربری نیز گفته می‌شود. همچنین در اوتاگو و مارلبورو و شرق رشته کوه‌های امتداد ساحل شرقی جزیره شمالی یافت می‌شود.
نزدیک‌تر به ساحل کانتربری، کمی دورتر از کوه‌های آلپ جنوبی، به صورت منطقه‌ای آبی‌رنگ و شفاف بر فراز کوه‌ها دیده می‌شود که ابرهای سفید از آن به سمت شرق جریان دارند. این پدیده مشابه قوس چینوک است که در مناطق اقیانوس آرام ایالات متحده و کانادا دیده می‌شود.

## تشکیل

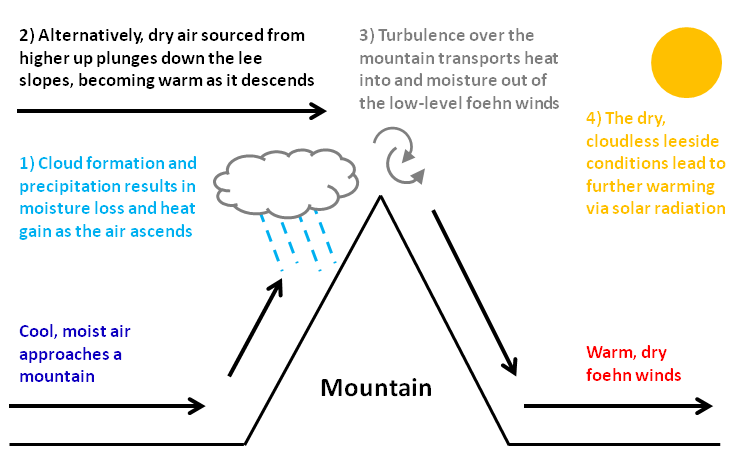
باد شمال غربی، بادی است که از نوع فون (föhn) است - هوای مرطوب بر فراز آلپ جنوبی می‌وزد، به صورت میعان در سمت غربی فرو می‌ریزد و دشت‌های شرقی را در سایه باران قرار می‌دهد.

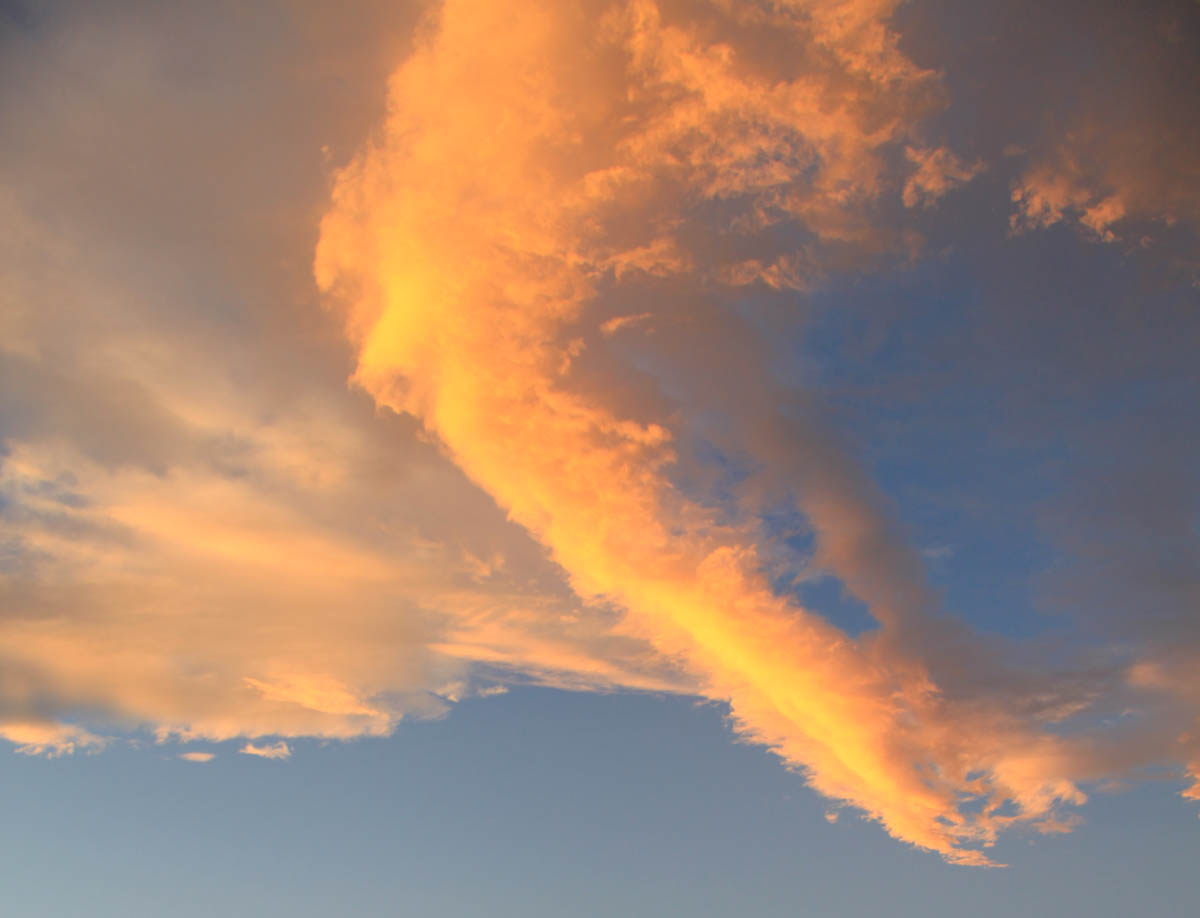
یک طاق معمولی کانتربری نوروست در غروب آفتاب

قوس شمال غربی یک ابر فون یا ابر عدسی شکل است. باد شمال غربی، هوای گرم و مرطوب را از فراز دریای تاسمان به سمت بالا می‌راند و وجود رشته کوه‌های آلپ جنوبی، این هوا را به سمت بالا هل می‌دهد و باعث خنک شدن سریع آن می‌شود. منطقهٔ شرق این مرز در سایهٔ باران رشته‌کوه‌های آلپ قرار دارد؛ بخش زیادی از رطوبت به ساحل غربی سرازیر می‌شود و همین امر باعث وجود جنگل‌های بارانی معتدل در آنجا شده است. با عبور هوا از فراز کوه‌های آلپ، بخار آب باقی‌مانده در بالای هر موج هوا به صورت نواری از ابر بر فراز کوه‌ها قابل مشاهده می‌شود. از دید بیننده‌ای که در ضلع شرقی قرار دارد، این به صورت یک «طاق» ابر به نظر می‌رسد. موج ایستاده یا قوس در اثر چگالش رطوبت و قابل مشاهده شدن آن به سمت بالای موج و سپس تبخیر مجدد آن با پایین آمدن هوا به سمت پایین موج ایجاد می‌شود.
بادهای شمال غربی ناشی از جبهه‌های سرد، اغلب ظرف یک یا دو روز با عبور جبهه هوا، به باد جنوبی خنکی همراه با رگبار باران تبدیل می‌شوند. در اواسط زمستان، اغلب به دنبال یک موج سرمای کوتاه اما شدید، رعد و برق، تگرگ یا باران و گاهی برف می‌آید که ممکن است تا سطح دریا فرو بنشیند.

## وقوع
قوس شمال غربی را می‌توان تا شمال امبرلی و تا جنوب اوتاگو مرکزی مشاهده کرد، اما به دلیل مسطح و کم‌ارتفاع بودن زمین‌های شرق کوهستان، در دشت‌های کانتربری بیشترین برجستگی خود را دارد.
باد شمال غربی می‌تواند در هر زمانی از سال بوزد، اما در زمستان کمتر رایج است. بسیاری از شدیدترین بادهای شمالی و شمال غربی، پیش از جبهه‌های هوای سرد می‌وزند. جبهه‌ای که در سراسر جزیره جنوبی قرار دارد، اغلب از شمال غربی به جنوب شرقی امتداد می‌یابد و قبل از رسیدن به مناطق مربوطه در ساحل شرقی، به بخش‌های شمالی ساحل غربی می‌رسد. گرادیان فشار هوای شدید در جلوی سامانه چرخندی مرتبط با یک جبهه، به این طوفان‌های شمال غربی قدرت می‌دهد؛ آنها معمولاً به نیروی تندباد می‌رسند و باعث آسیب‌های جزئی به درختان و ساختمان‌ها می‌شوند. هر چند سال یک بار، یک طوفان در شمال غربی به قدرت طوفان نزدیک می‌شود و خسارات گسترده‌ای به بار می‌آورد.

## اثرات
گرما و کمبود رطوبت که از ویژگی‌های شمال غربی است، نقش عمده‌ای در خشکسالی‌های متناوبی دارد که کانتربری و دیگر مناطق سواحل شرقی نیوزیلند با آن مواجه هستند. نور غربی به دلیل طبیعت گرم و خشک خود، تأثیر روانی عمیقی بر بسیاری از افراد دارد. از نظر آماری با افزایش خودکشی و خشونت خانگی مرتبط دانسته شده است.
حدود ۱۰ درصد از افرادی که تحت تأثیر نورواستر قرار گرفته‌اند، احساس سرخوشی و شگفتی می‌کنند. اما بقیه احساس افسردگی، تحریک‌پذیری و کمبود انرژی می‌کنند. مردم احساس می‌کنند که نمی‌توانند از پس کارهای روزمره برآیند… اضطراب غیرمنطقی و احساس بدشانسی وجود دارد.— نیل چری